# AJ Tracey

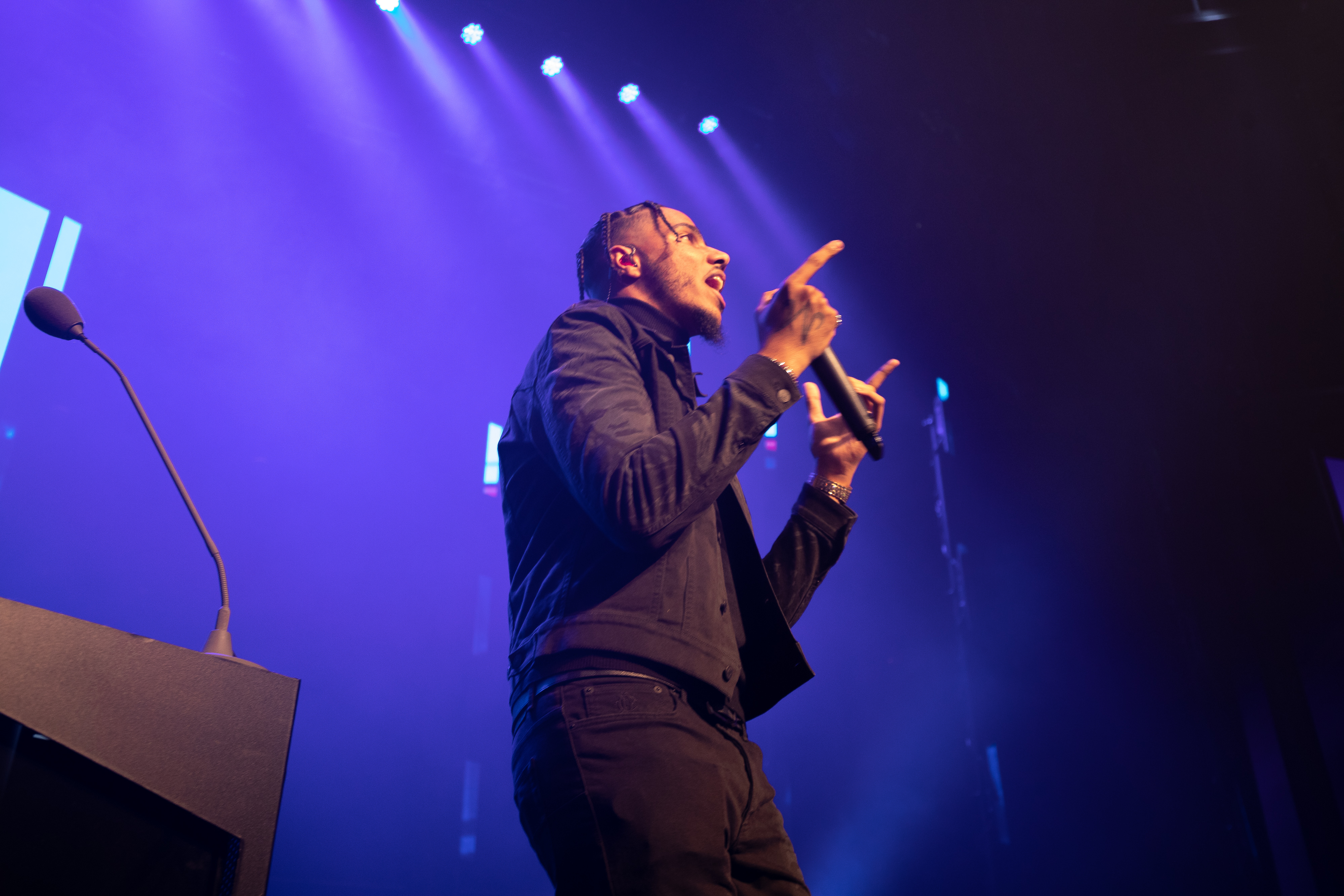
AJ Tracey (2019)

AJ Tracey (* 4. März 1994 in Brixton, London; bürgerlich Ché Wolton Grant) ist ein britischer Rapper, Sänger, Songwriter und Musikproduzent.

## Leben und Karriere
Grant wurde 1994 als Sohn eines ehemaligen Rappers mit trinidadischen Wurzeln und einer walisischen Mutter, die als DJ arbeitete, geboren. Seine schulische Ausbildung absolvierte er an der Middle Row Primary School und der Holland Park School in London. Im Anschluss begann er einen Kriminologie-Kurs an der London Metropolitan University, beendete diesen jedoch vorzeitig, um als Rapper tätig zu werden. Sein erster künstlerischer Output lässt sich bis ins Jahr 2011 zurückverfolgen und bestand aus elf Liedern, die er auf der Plattform SoundCloud unter dem Pseudonym Looney Tell ’Em veröffentlichte. Sein erstes Mixtape Didn’t Make the Cut erschien am 13. September 2012. Ein zweites Mixtape namens No More Looney wurde am 30. August 2014 veröffentlicht und enthielt Gastauftritte von den Rappern Big Zuu, Jay Amo, Wax und Sketch. Im Jahr 2015 folgten zwei EPs, The Front und Alex Moran. Die 2016 veröffentlichte Kollaboration mit Dave Thiago Silva erreichte erst 2019 die britischen Singlecharts und wurde im Vereinigten Königreich mit einer Goldenen Schallplatte ausgezeichnet. 2017 wagte er erste Schritte als Musikproduzent und produzierte unter anderem die Lieder La4aweek und Tell Man Twice seines Labelkollegen Big Zuu. Im Oktober 2017 erzielte er mit dem Lied Quarterback (Secure the Back) seinen ersten Charterfolg in den britischen Charts. Die Single Butterflies, welche 2018 mit dem Rapper Not3s entstand, erreichte als erstes seiner Veröffentlichungen die Top 20 im Vereinigten Königreich. Sein nach ihm benanntes Debütalbum erschien am 8. Februar 2019 und stieg bis auf Platz drei der britischen Albumcharts. Die fünfte Singleauskopplung aus dem Projekt Ladbroke Grove, benannt nach dem Abschnitt, in dem der Rapper aufwuchs, erreichte im Juni 2019 ebenfalls Platz drei der Singlecharts. Eine Deluxe-Version seines ersten Albums folgte im Oktober 2019.

## Diskografie

### Studioalben
| Jahr | Titel Musiklabel                             | Höchstplatzierung, Gesamtwochen, AuszeichnungChartplatzierungen (Jahr, Titel, Musiklabel, Platzierungen, Wochen, Auszeichnungen, Anmerkungen) | Höchstplatzierung, Gesamtwochen, AuszeichnungChartplatzierungen (Jahr, Titel, Musiklabel, Platzierungen, Wochen, Auszeichnungen, Anmerkungen) | Anmerkungen                                               |
| Jahr | Titel Musiklabel                             | CH | UK | Anmerkungen                                               |
| ---- | -------------------------------------------- | --- | --- | --------------------------------------------------------- |
| 2019 | AJ Tracey Warner Music Group                 | — | UK3 Gold · (55 Wo.)UK | Erstveröffentlichung: 8. Februar 2019 Verkäufe: + 100.000 |
| 2021 | Flu Game Warner Music Group                  | CH40 (1 Wo.)CH | UK2 Gold · (19 Wo.)UK | Erstveröffentlichung: 16. April 2021 Verkäufe: + 100.000  |
| 2025 | Don’t Die Before You’re Dead Revenge Records | — | — | Erstveröffentlichung: 13. Juni 2025                       |

### Mixtapes
| Jahr | Titel Musiklabel                 | Anmerkungen                                         |
| ---- | -------------------------------- | --------------------------------------------------- |
| 2012 | Didn’t Make the Cut Selbstverlag | Erstveröffentlichung: 13. September 2012 als Looney |
| 2014 | No More Looney Selbstverlag      | Erstveröffentlichung: 30. August 2014 als Looney    |

### EPs
| Jahr | Titel Musiklabel               | Höchstplatzierung, Gesamtwochen, AuszeichnungChartsChartplatzierungen (Jahr, Titel, Musiklabel, Platzierungen, Wochen, Auszeichnungen, Anmerkungen) | Anmerkungen                             |
| Jahr | Titel Musiklabel               | UK | Anmerkungen                             |
| ---- | ------------------------------ | --- | --------------------------------------- |
| 2020 | Secure the Bag! 2 Selbstverlag | UK75 (1 Wo.)UK | Erstveröffentlichung: 27. November 2020 |

Weitere EPs
| Jahr | Titel Musiklabel                  | Anmerkungen                             |
| ---- | --------------------------------- | --------------------------------------- |
| 2015 | The Front Selbstverlag            | Erstveröffentlichung: 12. Juni 2015     |
| 2015 | Alex Moran Selbstverlag           | Erstveröffentlichung: 4. Dezember 2015  |
| 2015 | AJ’s Stocking Filler Selbstverlag | Erstveröffentlichung: 25. Dezember 2015 |
| 2016 | Lil Tracey Selbstverlag           | Erstveröffentlichung: 2. Dezember 2016  |
| 2017 | Secure the Bag! Selbstverlag      | Erstveröffentlichung: 6. Oktober 2017   |

### Singles als Leadmusiker
| Jahr | Titel Album                                                   | Höchstplatzierung, Gesamtwochen, AuszeichnungChartsChartplatzierungen (Jahr, Titel, Album, Platzierungen, Wochen, Auszeichnungen, Anmerkungen) | Anmerkungen                                                                         |
| Jahr | Titel Album                                                   | UK | Anmerkungen                                                                         |
| --- | ------------------------------------------------------------- | --- | ----------------------------------------------------------------------------------- |
| 2016 | Packages –                                                    | — | Erstveröffentlichung: 22. Februar 2016                                              |
| 2016 | Thiago Silva –                                                | UK36 ×2Doppelplatin · (13 Wo.)UK | Erstveröffentlichung: 13. Mai 2016 Verkäufe: + 1.245.000; mit Dave                  |
| 2016 | Leave Me Alone –                                              | — | Erstveröffentlichung: 8. Juli 2016                                                  |
| 2016 | The Rumble –                                                  | — | Erstveröffentlichung: 26. August 2016 mit M. J. Cole                                |
| 2016 | Buster Cannon Lil Tracey                                      | — | Erstveröffentlichung: 11. November 2016                                             |
| 2017 | La4aweek –                                                    | — | Erstveröffentlichung: 14. Juni 2017 feat. Swoosh & Sloan Evans                      |
| 2017 | False 9 –                                                     | — | Erstveröffentlichung: 1. Juli 2017                                                  |
| 2017 | Blacked Out Secure the Bag!                                   | — | Erstveröffentlichung: 31. Juli 2017                                                 |
| 2017 | Quarterback (Secure the Bag!) Secure the Bag!                 | UK75 (1 Wo.)UK | Erstveröffentlichung: 4. Oktober 2017                                               |
| 2018 | Mimi –                                                        | UK51 Silber · (6 Wo.)UK | Erstveröffentlichung: 23. März 2018 Verkäufe: + 200.000                             |
| 2018 | Butterflies AJ Tracey                                         | UK19 ×2Doppelplatin · (19 Wo.)UK | Erstveröffentlichung: 30. Mai 2018 Verkäufe: + 1.200.000; feat. Not3s               |
| 2018 | 3AM –                                                         | UK— SilberUK | Erstveröffentlichung: 12. Juli 2018 Verkäufe: + 200.000; mit Baauer & Jay Stephens  |
| 2018 | Lo(v/s)er –                                                   | UK28 Silber · (8 Wo.)UK | Erstveröffentlichung: 29. August 2018 Verkäufe: + 200.000                           |
| 2018 | Doing It AJ Tracey                                            | UK56 (1 Wo.)UK | Erstveröffentlichung: 20. November 2018                                             |
| 2019 | Psych Out! AJ Tracey                                          | UK18 Silber · (9 Wo.)UK | Erstveröffentlichung: 17. Januar 2019 Verkäufe: + 200.000                           |
| 2019 | Necklace –                                                    | — | Erstveröffentlichung: 8. März 2019 mit Jay Critch                                   |
| 2019 | Ladbroke Grove AJ Tracey                                      | UK3 ×3Dreifachplatin · (59 Wo.)UK | Erstveröffentlichung: 4. Juni 2019 Verkäufe: + 1.845.000                            |
| 2019 | Cat Pack –                                                    | UK56 (3 Wo.)UK | Erstveröffentlichung: 2. Oktober 2019                                               |
| 2019 | Floss AJ Tracey                                               | UK22 Silber · (10 Wo.)UK | Erstveröffentlichung: 24. Oktober 2019 Verkäufe: + 200.000; feat. MoStack & Not3s   |
| 2019 | Kiss and Tell –                                               | UK31 Silber · (3 Wo.)UK | Erstveröffentlichung: 31. Oktober 2019 Verkäufe: + 200.000; feat. Skepta            |
| 2020 | Rain –                                                        | UK3 ×2Doppelplatin · (24 Wo.)UK | Erstveröffentlichung: 5. März 2020 Verkäufe: + 1.315.000; mit Aitch feat. Tay Keith |
| 2020 | Dinner Guest –                                                | UK5 Platin · (26 Wo.)UK | Erstveröffentlichung: 1. Mai 2020 Verkäufe: + 600.000; feat. MoStack                |
| 2020 | West Ten –                                                    | UK5 Platin · (20 Wo.)UK | Erstveröffentlichung: 3. Juli 2020 Verkäufe: + 600.000; mit Mabel                   |
| 2021 | Bringing It Back –                                            | UK5 Silber · (9 Wo.)UK | Erstveröffentlichung: 5. Februar 2021 Verkäufe: + 200.000; mit Digga D              |
| 2021 | Anxious –                                                     | UK34 (6 Wo.)UK | Erstveröffentlichung: 5. März 2021                                                  |
| 2021 | Provisional Licence –                                         | UK66 (2 Wo.)UK | Erstveröffentlichung: 16. September 2021 mit Millionz                               |
| 2022 | Seoul –                                                       | UK58 Silber · (2 Wo.)UK | Erstveröffentlichung: 17. Juni 2022                                                 |
| 2024 | Joga bonito –                                                 | UK69 (4 Wo.)UK | Erstveröffentlichung: 19. April 2024                                                |
| 2025 | Crush –                                                       | UK23 (10 Wo.)UK | Erstveröffentlichung: 12. Februar 2025 feat. Jorja Smith                            |
| Folgende Lieder erschienen nicht als Single, wurden aber durch das Album zum Download und Streaming bereitgestellt und konnten somit eine Platzierung erlangen: |                                                               | |                                                                                     |
| |                                                               | |                                                                                     |
| 2019 | Wifey Riddim 3 AJ Tracey                                      | UK46 (1 Wo.)UK | Charteinstieg: 21. Februar 2019                                                     |
| 2019 | Nothing but Net AJ Tracey                                     | UK99 (1 Wo.)UK | Charteinstieg: 28. Februar 2019 feat. Giggs                                         |
| 2019 | Elastic Top Boy – A Selection of Music Inspired by the Series | UK63 (2 Wo.)UK | Charteinstieg: 26. September 2019                                                   |
| 2019 | Halloween AJ Tracey (Deluxe)                                  | UK100 (1 Wo.)UK | Charteinstieg: 7. November 2019 feat. Young Adz                                     |
| 2020 | Graveyard Shift Secure the Bag! 2                             | UK86 (1 Wo.)UK | Charteinstieg: 4. Dezember 2020 feat. Slowthai                                      |
| 2021 | Little More Love Flu Game                                     | UK21 Gold · (11 Wo.)UK | Charteinstieg: 29. April 2021                                                       |
| 2021 | Kukoc Flu Game                                                | UK61 (2 Wo.)UK | Charteinstieg: 29. April 2021 feat. Nav                                             |

### Singles als Gastmusiker
| Jahr | Titel Album                          | Höchstplatzierung, Gesamtwochen, AuszeichnungChartplatzierungen (Jahr, Titel, Album, Platzierungen, Wochen, Auszeichnungen, Anmerkungen) | Höchstplatzierung, Gesamtwochen, AuszeichnungChartplatzierungen (Jahr, Titel, Album, Platzierungen, Wochen, Auszeichnungen, Anmerkungen) | Höchstplatzierung, Gesamtwochen, AuszeichnungChartplatzierungen (Jahr, Titel, Album, Platzierungen, Wochen, Auszeichnungen, Anmerkungen) | Höchstplatzierung, Gesamtwochen, AuszeichnungChartplatzierungen (Jahr, Titel, Album, Platzierungen, Wochen, Auszeichnungen, Anmerkungen) | Anmerkungen                                                                                      |
| Jahr | Titel Album                          | DE | AT | CH | UK | Anmerkungen                                                                                      |
| --- | ------------------------------------ | --- | --- | --- | --- | ------------------------------------------------------------------------------------------------ |
| 2017 | Popstar –                            | — | — | — | — | Erstveröffentlichung: 21. Juli 2017 Nessly feat. AJ Tracey & Blackbear                           |
| 2017 | Apologies –                          | — | — | — | — | Erstveröffentlichung: 25. August 2017 Sloan Evans feat. AJ Tracey & Swoosh                       |
| 2018 | Have U Seen –                        | — | — | — | — | Erstveröffentlichung: 25. Februar 2018 Misogi feat. AJ Tracey                                    |
| 2018 | London’s Calling Let’s Work (Vol. 1) | — | — | — | — | Erstveröffentlichung: 3. Mai 2018 GRM Daily feat. Skrapz, Avelino, Asco, Loski & AJ Tracey       |
| 2018 | Other Man Infinity 33                | — | — | — | — | Erstveröffentlichung: 27. September 2018 D33J feat. AJ Tracey & Sloan Evans                      |
| 2019 | Fashion Week –                       | — | — | — | UK7 Platin · (15 Wo.)UK | Erstveröffentlichung: 21. März 2019 Verkäufe: + 600.000; Steel Banglez feat. AJ Tracey & MoStack |
| 2019 | Choose Sides –                       | — | — | — | — | Erstveröffentlichung: 13. Juni 2019 M.O feat. AJ Tracey                                          |
| 2019 | Leave Dat Trap –                     | — | — | — | UK53 (3 Wo.)UK | Erstveröffentlichung: 27. Juni 2019 Unknown T feat. AJ Tracey                                    |
| 2019 | No Limits –                          | — | — | — | — | Erstveröffentlichung: 29. November 2019 Big Zuu & D7 feat. AJ Tracey                             |
| 2019 | We’re Doin This –                    | — | — | — | — | Erstveröffentlichung: 16. Dezember 2019 Remtrex feat. AJ Tracey                                  |
| 2019 | Trendsetter –                        | — | — | — | — | Erstveröffentlichung: 19. Dezember 2019 Nyge feat. AJ Tracey & Kranium                           |
| 2020 | Ain’t It Different Edna              | DE53 (2 Wo.)DE | AT60 Gold · (1 Wo.)AT | CH65 (2 Wo.)CH | UK2 ×2Doppelplatin · (21 Wo.)UK | Erstveröffentlichung: 21. August 2020 Headie One feat. AJ Tracey & Stormzy                       |
| 2020 | Miss Me –                            | — | — | — | UK39 (3 Wo.)UK | Erstveröffentlichung: 25. September 2020 MoStack feat. AJ Tracey                                 |
| 2020 | One More Time –                      | — | — | — | UK65 (2 Wo.)UK | Erstveröffentlichung: 16. Oktober 2020 Not3s feat. AJ Tracey                                     |
| 2021 | Roadside –                           | — | — | — | UK93 (1 Wo.)UK | Erstveröffentlichung: 1. Oktober 2021 Mahalia feat. AJ Tracey                                    |
| 2023 | Bonita –                             | DE35 (3 Wo.)DE | — | — | — | Erstveröffentlichung: 8. September 2023 Jamal feat. AJ Tracey                                    |
| 2023 | Red Dot –                            | DE81 (1 Wo.)DE | — | — | — | Erstveröffentlichung: 8. Dezember 2023 DJ Jeezy feat. Shindy & AJ Tracey                         |
| 2024 | Fauxpas –                            | DE99 (1 Wo.)DE | — | — | — | Erstveröffentlichung: 15. März 2024 Billa Joe feat. Summer Cem & AJ Tracey                       |
| Folgende Lieder erschienen nicht als Single, wurden aber durch das Album zum Download und Streaming bereitgestellt und konnten somit eine Platzierung erlangen: |                                      | | | | |                                                                                                  |
| |                                      | | | | |                                                                                                  |
| 2021 | Make You Smile Home Alone 2          | — | — | — | UK15 Platin · (19 Wo.)UK | Charteinstieg: 16. Dezember 2021 D-Block Europe feat. AJ Tracey                                  |
| 2025 | Born Spinner                         | DE36 (… Wo.)DE | — | CH79 (… Wo.)CH | — | Promoveröffentlichung: 8. August 2025 Charteinstieg: 15. August 2025 Reezy feat. AJ Tracey       |

Weitere Gastbeiträge
- 2021: Gorillaz – Jimmy Jimmy (feat. AJ Tracey)

## Auszeichnungen für Musikverkäufe
| Silberne Schallplatte - Vereinigtes Königreich - 2023: für das Lied Wifey Riddim Goldene Schallplatte - Dänemark - 2023: für die Single Thiago Silva - 2023: für die Single Ain’t It Different - 2023: für die Single Ladbroke Grove - 2025: für die Single Rain | Platin-Schallplatte - Australien - 2021: für die Single Ain’t It Different - 2021: für die Single Rain |

Anmerkung: Auszeichnungen in Ländern aus den Charttabellen bzw. Chartboxen sind in ebendiesen zu finden.
| Land/RegionAuszeichnungen für Musikverkäufe (Land/Region, Auszeichnungen, Verkäufe, Quellen) | Silber     | Gold     | Platin       | Verkäufe   | Quellen     |
| -------------------------------------------------------------------------------------------- | ---------- | -------- | ------------ | ---------- | ----------- |
| Australien (ARIA)                                                                            | —          | —        | 2× Platin2   | 140.000    | aria.com.au |
| Dänemark (IFPI)                                                                              | —          | 4× Gold4 | —            | 180.000    | ifpi.dk     |
| Österreich (IFPI)                                                                            | —          | Gold1    | —            | 15.000     | ifpi.at     |
| Vereinigtes Königreich (BPI)                                                                 | 9× Silber9 | 3× Gold3 | 15× Platin15 | 11.400.000 | bpi.co.uk   |
| Insgesamt                                                                                    | 9× Silber9 | 8× Gold8 | 17× Platin17 |            |             |